# Емил Андреев
Емил Андреев е съвременен български писател, драматург и сценарист.

## Биография
Роден е на 1 септември 1956 г. Завършил е Английска филология и журналистика във Великотърновския университет „Св. св. Кирил и Методий“. Работил е като гимназиален учител, редактор в различни вестници (гл. редактор на в. „Ломски вестник“ и във в. „Стършел“), преводач и редактор във фирмата за преводи на филми „Български текст“, преподавател по английски в Богословския факултет на Софийския университет „Св. Климент Охридски“. През 2001 г. се отдава изцяло на писането.
Емил Андреев живее в София, но прекарва по-голямата част от годината в столетната си къща в предбалканско селце, където намира спокойствие за писане.

## Творчество
Романът на Емил Андреев Стъклената река е една от най-продаваните книги в България. Едноименният филм е представен на широката публика през 2010 г. на София филм фест. Неговият режисьор Станимир Трифонов ангажира за филма едни от най-популярните български актьори.
Стъклената река излиза през 2011 г. в превод на румънски.
Текстове на Емил Андреев са преведени на английски, полски, румънски, сръбски и словашки език.
Пиесите му са поставяни в различни театри в България, в това число в Сатиричния театър в София.
Емил Андреев е сред сценаристите на сериала на БНТ „Под прикритие“.

## Филмови адаптации
- Стъклената река, 2010

## Награди
- За „Стъклената река“
  - награда на Фондация Вик за най-добър български роман за 2005 г. и награда на читателите в същото издание на наградата[8]
  - номинация за най-добър източноевропейски роман за 2006 г.
  - номинация за наградата „Балканика“ за 2007 г.

- За „Проклятието на жабата“
  - награда „Хеликон“ за 2007 г.
  - номинация за национална литературна награда „Елиас Канети“